# Lochnagar Crater

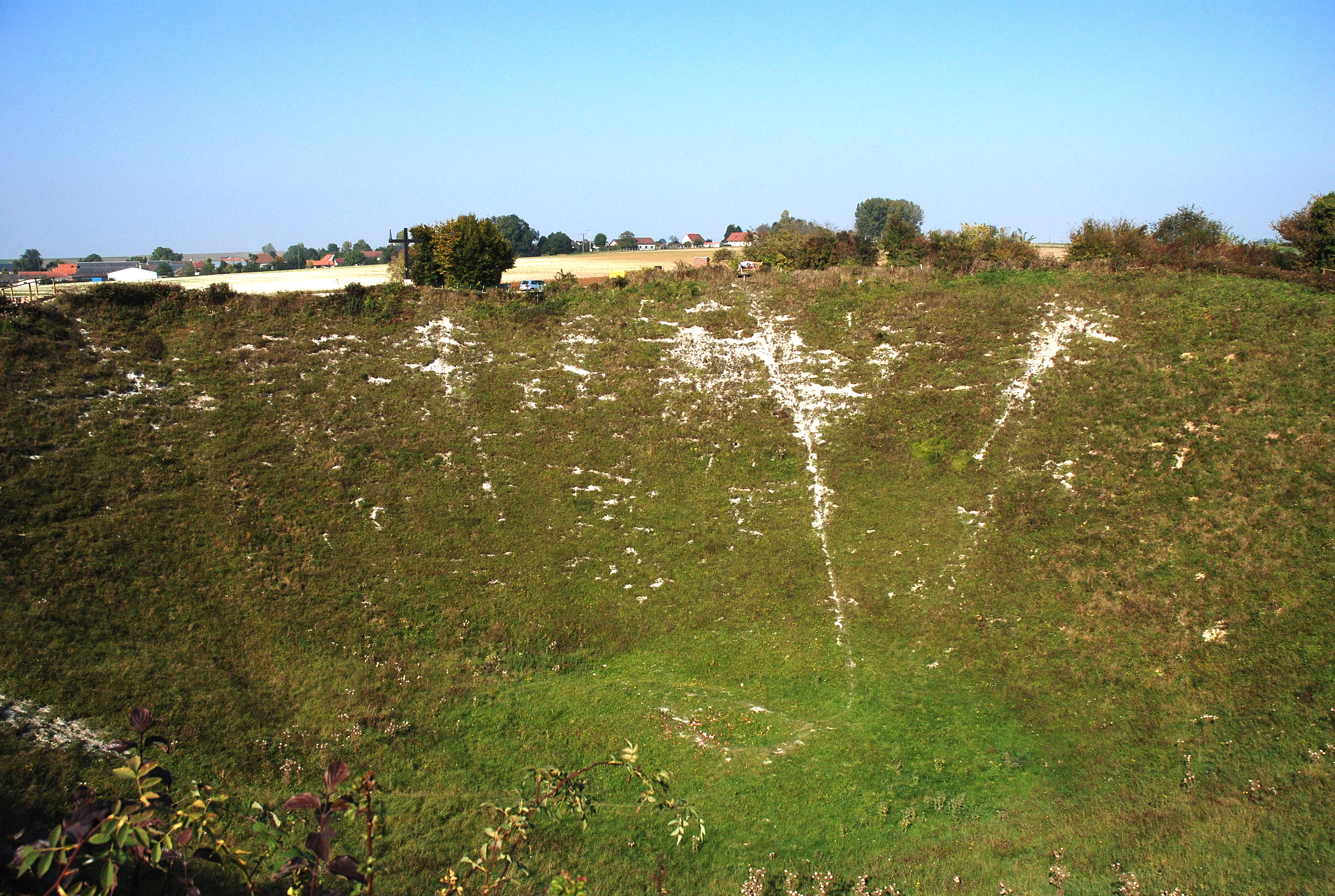
Lochnagar Crater

De Lochnagar Crater is een krater in de Franse gemeente Ovillers-la-Boisselle.
Deze krater met een diameter van 100 m en een diepte van 30 m is een gevolg van een Britse actie die daarmee de slag om de Somme inluidde. Op 1 juli 1916 om 7u28 lieten de Britten kort na elkaar twee ladingen ammonal ontploffen onder de Duitse linie. De eerste lading bevatte bijna 11 000 kg ammonal, de tweede ongeveer 13.500 kg. Brokstukken vlogen meer dan 1 km in de lucht. Diezelfde dag lieten de Britten op 16 andere plaatsen ladingen ontploffen.
De krater is sedert 1978 in bezit van de Engelsman Richard Dunning, die daarmee deze plek wil beschermen en vermijden dat hij opgevuld en bebouwd wordt. Als gevolg van erosie is de krater thans minder diep. Lokaal wordt hij aangeduid als La Grande Mine.
Ieder jaar vindt er op 1 juli een herdenkingsplechtigheid plaats. Om en bij de 75 000 mensen bezoeken deze plek. Ze is daarmee een van de drukst bezochte plaatsen die herinneren aan de Eerste Wereldoorlog.

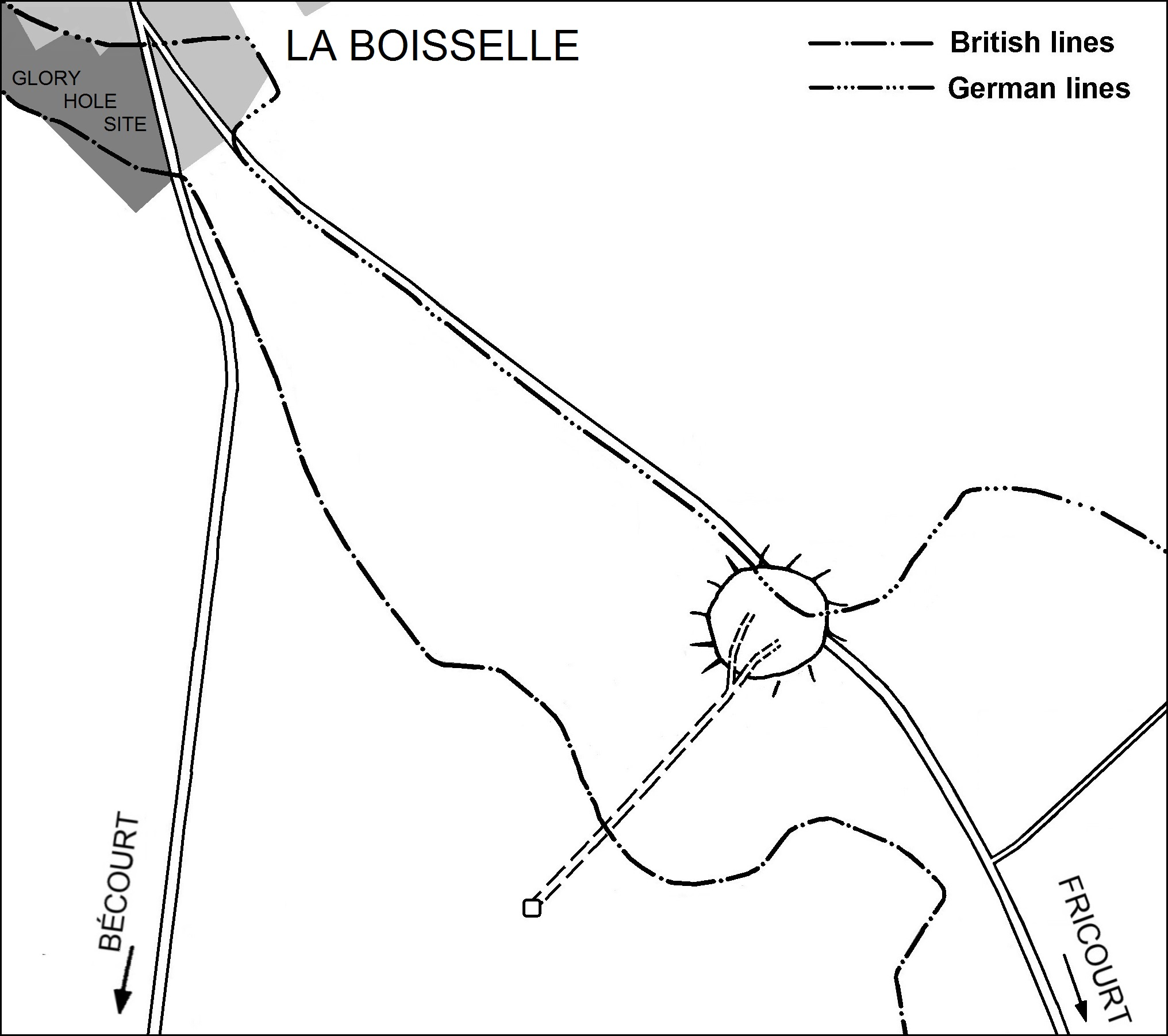
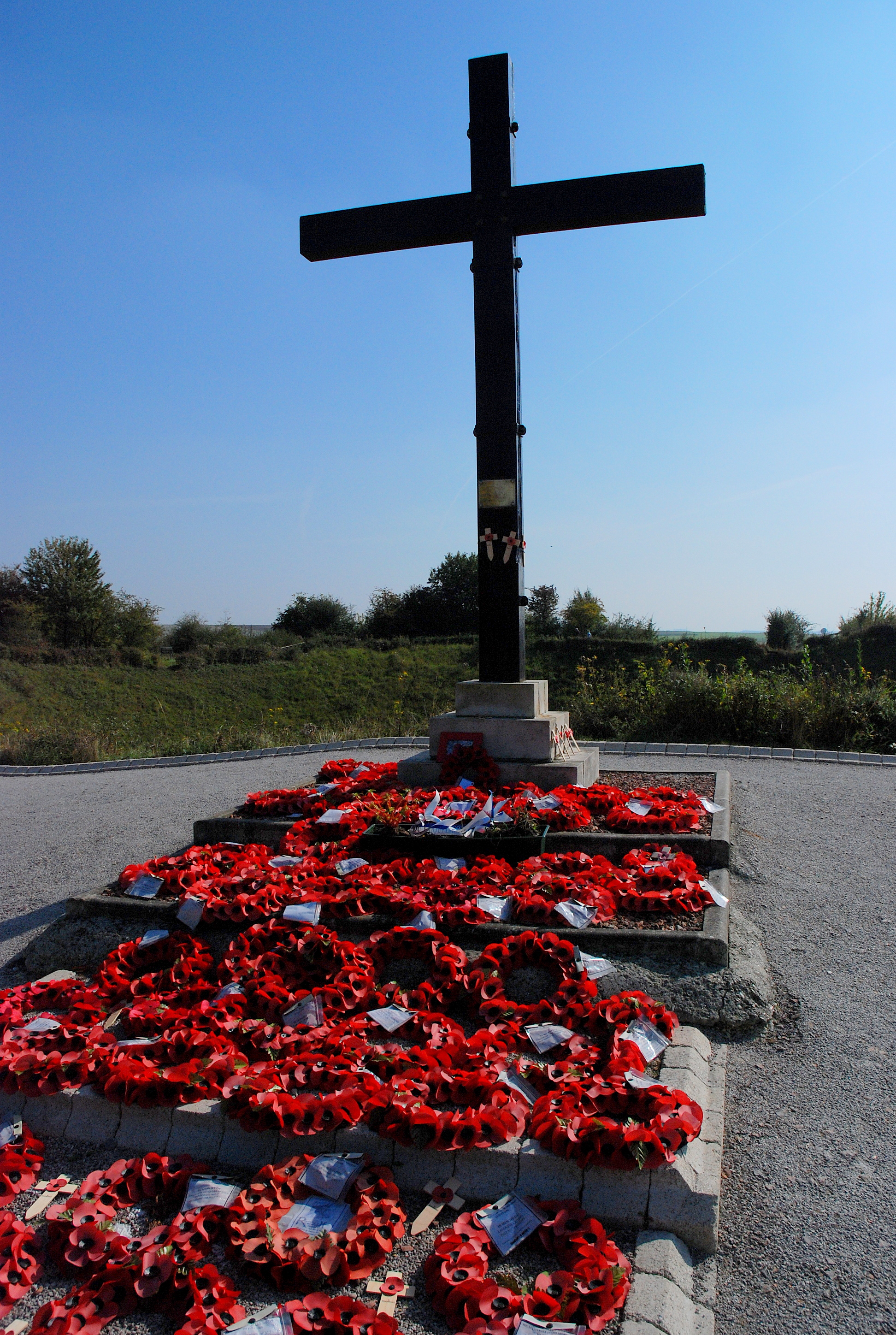
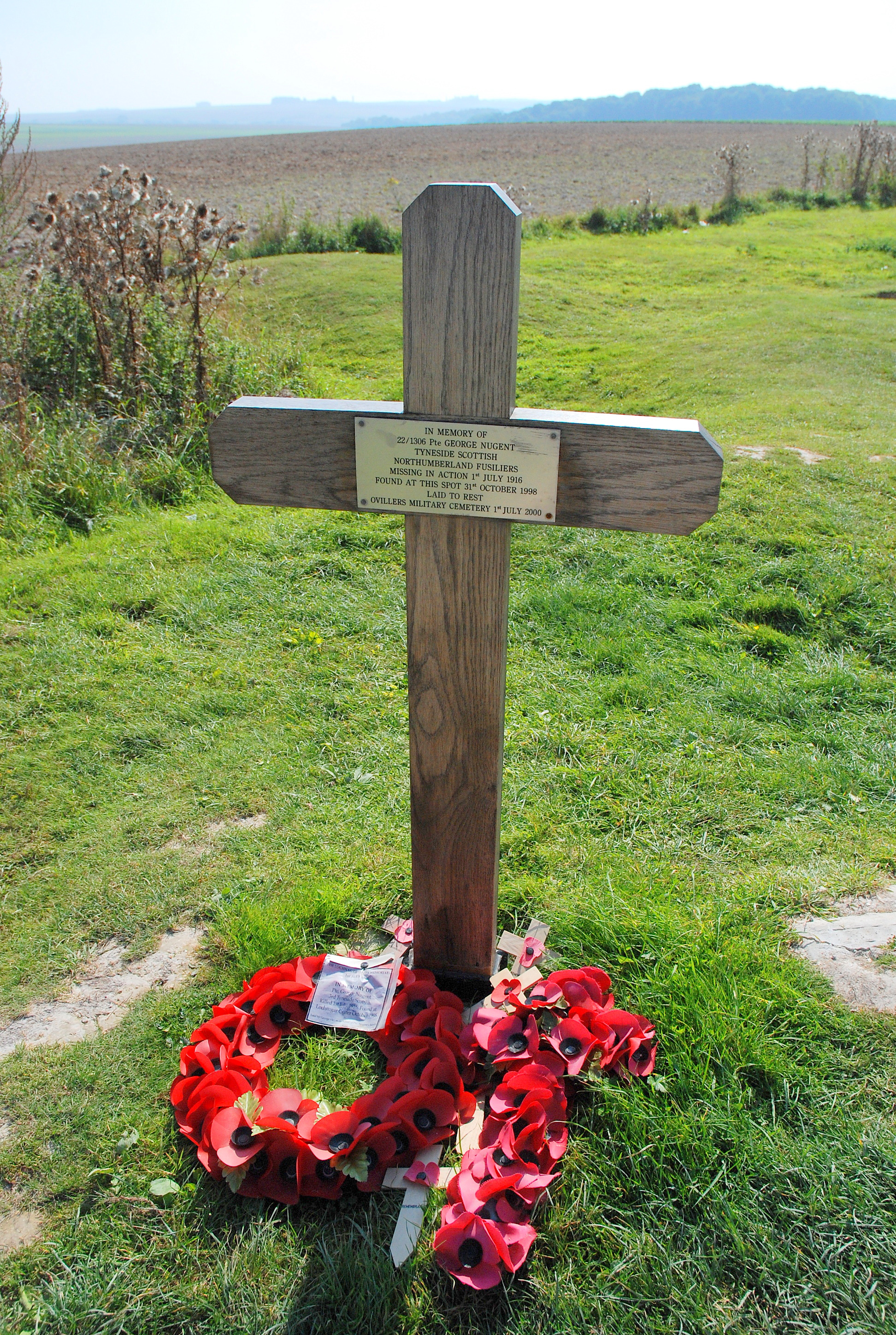
Kruis voor een in 1998 teruggevonden Britse soldaat die hier 82 jaar eerder sneuvelde
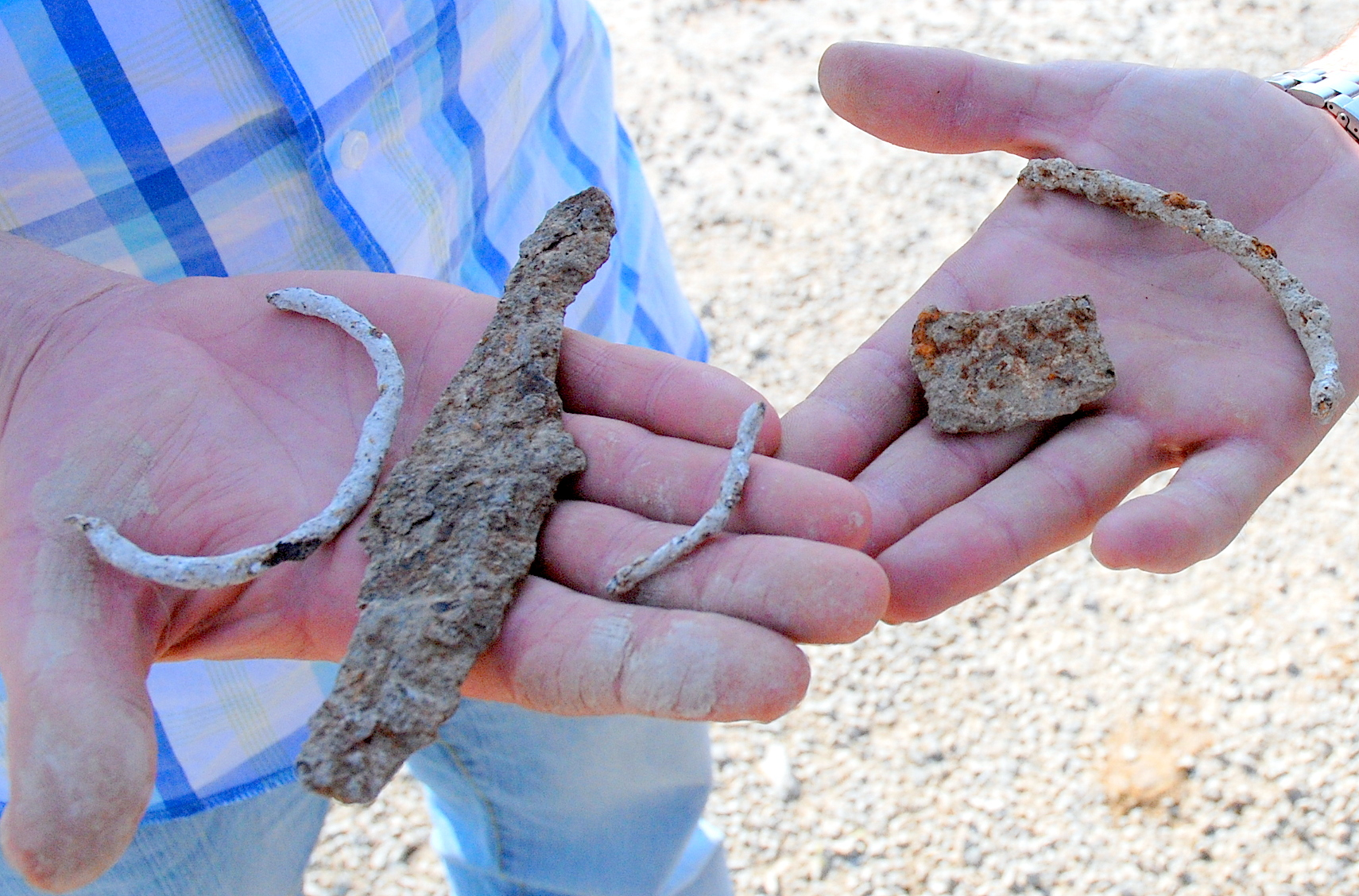
Resten Duitse (dik) en Engelse (dun) prikkeldraad en een schrapnel gevonden vlak bij de krater
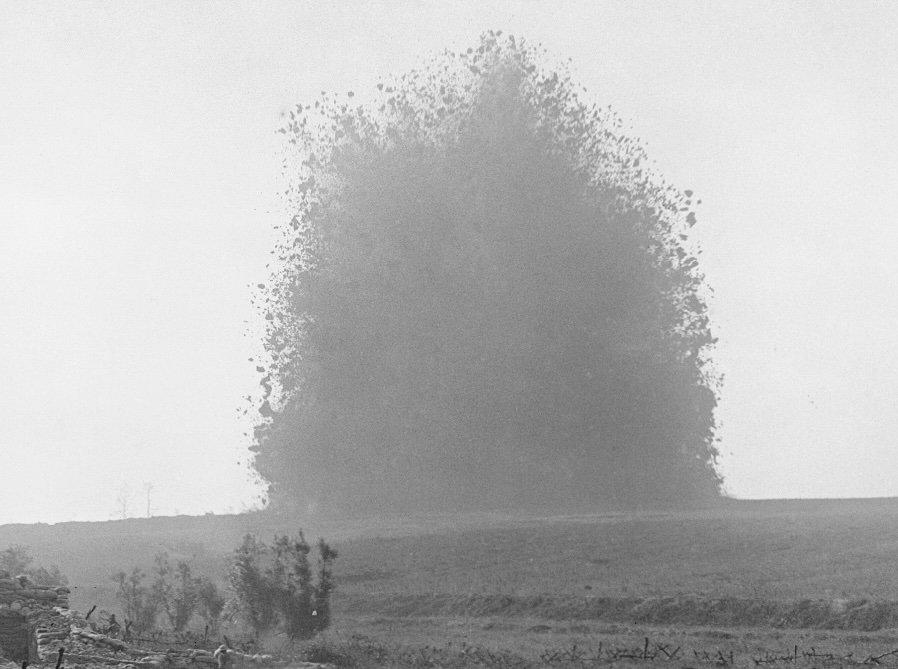
Een van de ladingen ontploft
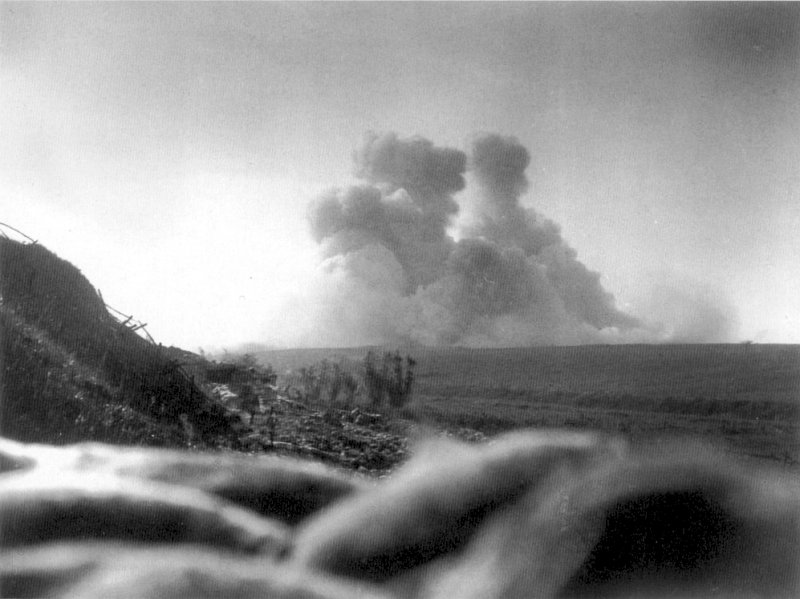
Na de ontploffing